# ディーサ (砲艦)

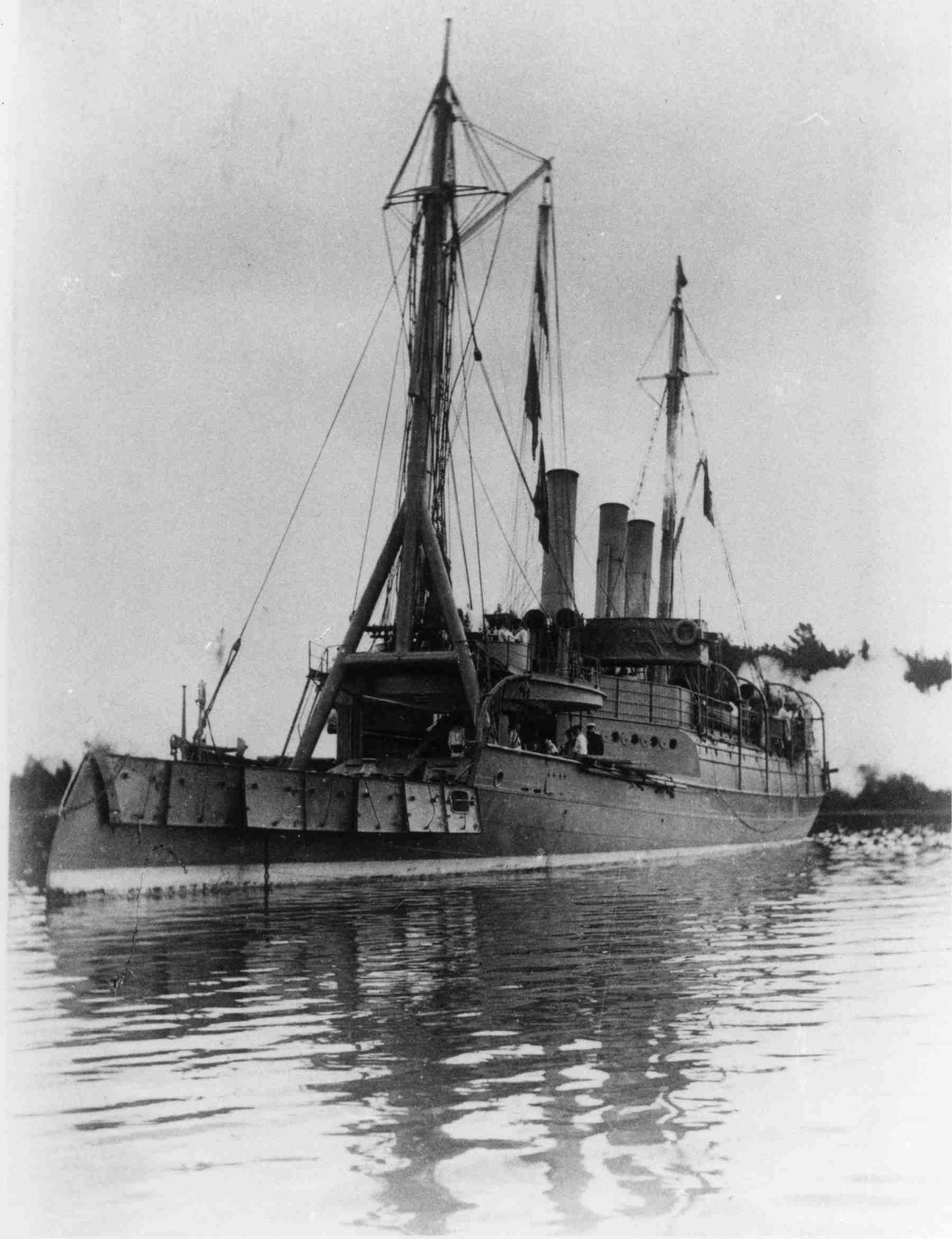
1892年夏の「ディーサ」。艦首が上がっていることから27.4cm砲が陸揚げされているものと思われる。

ディーサ (Disa) はスウェーデン海軍の砲艦（一等砲艇）。「ブレンダ」の同型艦。
カールスクルーナの海軍工廠で建造。1874年起工。1877年4月21日進水。同年8月6日に引き渡された。
主砲は「ブレンダ」はスウェーデン製であったが、「ディーサ」は比較のためイギリス製のアームストロング27.4cmM/74型砲を搭載した。同砲は1893年に壊れ、15.2cmM/83型砲1門に換えられた。また、12.2cmM/81型砲の設置位置が甲板一つ分上げられ、57mm砲2門が搭載された。「ディーサ」は20口径27.4cmM/76型砲1門と22口径12.2cmM/73型砲1門を搭載した、とも。1888年に25mm機関砲2門が追加された。
1906年に監獄船となり、1912年には兵装が撤去されて水路測量任務に充てられた。1917年、母艦に類別され、57mm砲2門が搭載された。1925年6月25日除籍。海防戦艦「スヴァリエ」、「ドロットニング・ヴィクトリア」の射撃訓練で標的として沈められた。